# Jens Krogh
Le Jens Krogh est un ketch aurique danois participant aux différents Tall Ships' Races en classe B. Il appartient à la FDF Aalborg Søkreds et est basé au port d'Aalborg dans la région du Jutland du Nord.
Son numéro de voile est : TS-D 145.

## Histoire
Construit en 1899 sur le chantier naval H.V. Buhl à Frederikshavn, ce ketch à coque en bois a été lancé pour la pêche hauturière. Il a servi sous des noms et propriétaires différents jusque dans les années 1970. En 1976, il est acheté par la FDF AAlborg Skoreds qui le restaure à sa configuration première.
C'est désormais un navire-école pour les adhérents de l'association et des stages pour la jeunesse. Il participe à de nombreuses Tall Ships' Races comme la Tall Ships Races 2013 en mer Baltique.